# André Hoffmann (Eisschnellläufer)

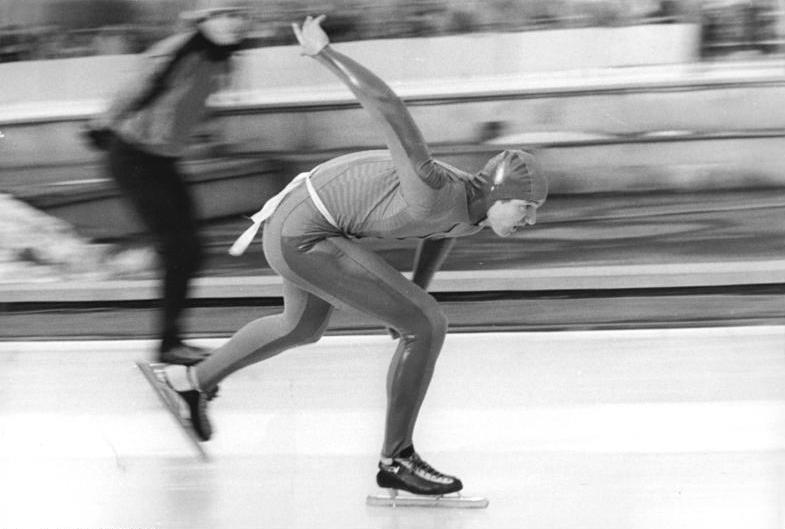
André Hoffmann 1983

André Hoffmann (* 11. August 1961 in Berlin) ist ein ehemaliger deutscher Eisschnellläufer.
Hoffmann unternahm in der Saison 1987/88 große Fortschritte, gewann unter anderem die 1500-Meter-Distanz im Weltcup. Es war dennoch äußerst überraschend, als er während der Olympischen Spiele von Calgary Gold holte. Er schlug den Amerikaner Eric Flaim mit sechs Hundertsteln und stellte einen neuen Weltrekord mit 1.52,06 min auf. Für diesen Sieg wurde Hoffmann mit dem Vaterländischen Verdienstorden in Gold ausgezeichnet.
Seit einigen Jahren ist André Hoffmann in Dresden als Trainer im Juniorenbereich tätig.